# Bryum simplex
Bryum simplex là một loài rêu trong họ Bryaceae. Loài này được Jolycl. mô tả khoa học đầu tiên năm 1803.